# Okres Ratiboř
Okres Ratiboř (Racibórz; polsky Powiat raciborski) je okres v polském Slezském vojvodství. Rozlohu má 543,98 km² a v roce 2023 zde žilo 99 635 obyvatel. Sídlem správy okresu je město Ratiboř.

## Gminy
Městská:
- Ratiboř

Městsko-vesnické:
- Krzanowice
- Kuźnia Raciborska

Vesnické:
- Kornowac
- Křižanovice
- Nędza
- Pietrowice Wielkie
- Rudnik

## Města
- Krzanowice
- Kuźnia Raciborska
- Ratiboř

## Sousední okresy
| Růžice kompasu | Kandřín-Kozlí |               | Gliwice | Růžice kompasu |
| Růžice kompasu | Hlubčice      | Sever         | Rybnik  | Růžice kompasu |
| Růžice kompasu | Hlubčice      | Okres Ratiboř | Rybnik  | Růžice kompasu |
| Růžice kompasu | Hlubčice      | Jih           | Rybnik  | Růžice kompasu |
| Růžice kompasu |               | Wodzisław     |         | Růžice kompasu |